# Aubadă
Aubada este o poezie medievală franceză, care preamărea sosirea zorilor și se recita în zori ("a l' aube").
De asemenea, aubada este și o poezie de dragoste a poeților provensali exprimând durerea îndrăgostiților siliți să se despartă în zorii zilei. Un asemenea poem există în piesa lui William Shakespeare, Romeo și Julieta, când cele două personaje așteaptă sosirea zorilor.
Tot aubadă se numește și un cântec de dragoste cântat dimineața, spre deosebire de serenadă care se cânta seara.